# Torymus globiceps
Torymus globiceps is een vliesvleugelig insect uit de familie Torymidae. De wetenschappelijke naam is voor het eerst geldig gepubliceerd in 1783 door Retzius.